# التسلسل الزمني للربيع العربي
تُظهر هذهِ المقالة التسلسل الزمني لثورات الربيع العربي والتي عمّت معظم الدول العربية منذ عام 2011:

## 2010

### كانون الأول/ديسمبر
بدأت سلسة الاحتجاجات في تونس بعدما أقدم الشاب محمد البوعزيزي على حرقِ نفسهِ احتجاجًا على الظروف المعيشية القاسية التي يعيشها.

## 2011

### كانون الثاني/يناير
انتقلت «عدوى» الاحتجاجات إلى اليمن، مصر، سوريا والمغرب. أُطيح بالحكومة في تونس في 14 كانون الثاني/يناير 2011. وبحلول 25 كانون الثاني/يناير من نفسِ العام؛ تجمّع الآلاف من المحتجين في في ميدان التحرير في القاهرة مُطالبين بسقوط النظام وطالبوا باستقالة الرئيس حسني مبارك. اندلعت في 15 مارس/آذار احتجاجات شعبيّة كبيرة ضد النظام في سوريا.

### شباط/فبراير
في 11 شباط/فبراير؛ استقالَ رئيس مصر حسني مبارك من منصبه ونقل سلطاته إلى المجلس الأعلى للقوات المسلحة ثم اندلعت احتجاجات شعبيّة أخرى في 15 شباط/فبراير اندلعت ضدّ نظام معمر القذافي في بنغازي بليبيا. كانت هذه الاحتجاجات في البِداية عبارة عن ثورة شعبيّة لكنها قوبلت بالقمع والعنف من قِبل النظام الحاكم مما تسبّب في تحولها إلى حرب أهلية.

### آذار/مارس
في الثالث من آذار/مارس؛ قدّم رئيس مجلس وزراء مصر أحمد شفيق استقالتهُ من منصبه بعد الاحتجاجات الشعبيّة ضده أيضًا.

### حزيران/يونيو
في الثالث من حزيران/يونيو؛ أُصيبَ رئيس اليمن علي عبد الله صالح بعدما تعرض لمحاولة اغتيال فاشلة فحكم البلادَ بعدهُ نائبه عبد ربه منصور هادي مؤقتًا.

### آب/أغسطس
بين 20 و28 آب/أغسطس؛ حصلت معركة تحرير طرابلس في ليبيا حيث نجحَ الثوار في الاستيلاء على العاصِمة وعملوا فعليًا على إسقاط حُكومة الدكتاتور معمر القذافي.

### تشرين الأول/أكتوبر
في 9 و10 تشرين الأول/أكتوبر؛ نظّم المسيحيون الأقباط في مصر احتجاجًا على تدمير كنيسة تابعة لهم. ردّ الجيشُ على هذا من خلال مهاجمة المتظاهرين العزل والسلميين بالدبابات وقتل العديد منهم
في 20 تشرين الأول/أكتوبر؛ اعتُقلَ معمر القذافي وقتل علَى يدِ الثوار في مدينة سرت. في 23 تشرين الأول/أكتوبر؛ أعلنَ المجلس الوطني الانتقالي رسميًا إنهاء الحرب الأهلية الليبية التي بدأت عام 2011.

### تشرين الثاني/نوفمبر
في 19 تشرين الثاني/نوفمبر؛ قُبض على ابنِ معمر القذافي سيف الإسلام القذافي في مخبئ في دولة نيجيريا.
بين 19 و21 تشرين الثاني/نوفمبر؛ احتجَ كثيرٌ من الناس احتج مرة أخرى في ميدان التحرير في القاهرة وطالبوا المجلس العسكري بتسريعِ الانتقال إلى حكومة مدنية. حينَها حصلت اشتباكات بين المتظاهرين والجنود مما تسبب في جُرحِ ومقتل الكثير من المدنيين ثم تكررت هذه الاحتجاجات في 20 كانون الأول/ديسمبر لكن هذه المرّة ضد انتهاكات حقوق الإنسان من قِبل النظام العسكري.

## 2011

### كانون الثاني/يناير
- في 10 كانون الثاني/يناير ألقَى الرئيس السوري بشار الأسد خطابًا ألقى فيه باللوم على الأجانب في الانتفاضة ضدهُ وطلبَ تعاون جميع السوريين من أجل وقفِ ما سمّاهم «المتمردين».
- في 24 كانون الثاني/يناير أعلنَ المشير وقائد الجيش محمد حسين طنطاوي الرفع الجزئي لحالة الطوارئ في اليوم التالي.

### شباط/فبراير
- ابتداءًا من 3 شباط/فبراير؛ بدأت الحكومة السورية في الهجومِ على مدينة حمص انتقامًا منها لانتفاضتها الشعبيّة.
- في 27 شباط/فبراير؛ قدّم رئيس اليمن علي عبد الله صالح استقالته رسميا ثم نقل صلاحياته إلى نائبه عبد ربه منصور هادي.

### نيسان/أبريل
- في 20 نيسان/أبريل؛ احتجّ كثير من الناس مرة أخرى في ميدان التحرير في القاهرة للمطالبة بتسريعِ نقلِ السلطة إلى الرئيس الجديد.

### أيار/مايو
- في 23 و24 أيار/مايو؛ صوّت الشعب المصري في الجولة الأولى من الانتخابات الرئاسية التي فازَ فيها كل من أحمد شفيق ومحمد مرسي.
- في 25 أيار/مايو؛ نفذت الحكومة السورية مجزرة في الحولة تسببت في مقتل 108 مدنيًا.[1]

### حزيران/يونيو
- في الثاني من حزيران/يونيو حُكم على الرئيس المصري السابق حسني مبارك بالسجن مدى الحياة من قِبل محكمة مصرية.
- في 13 حزيران/يونيو؛ حُكم أيضًا علَى الرئيس التونسي السابق زين العابدين بن علي بالسجنِ من قبل محكمة تونسية.
- في 16 و17 يونيو؛ صوّت الشعب المصري في الجولة الثانية للانتخابات الرئاسية التي حصلَ فيها محمد مرسي على أكبر عدد منَ الأصوات.
- في 24 حزيران/يونيو 2012؛ أعلنت لجنة الانتخابات المصريّة أن مُرشح جماعة الإخوان المسلمين محمد مرسي قد فاز بالرئاسة المصرية في جولة الإعادة بفارقٍ ضئيل على أحمد شفيق آخر رئيس وزراء في ظل الرئيس المخلوع حسني مبارك. حسب المفوضية فمرسي قد فازَ بنسبة 51.7% من الأصوات مقابل 48.3% نالها شفيق.

### تموز/يوليو
- في 12 تموز/يوليو؛ نفذ الجيش السوري مجزرة التريمسة والتي قضى فيها 225 مدنيًا نحبهم.
- في 15 تموز/يوليو؛ أعلنت اللجنة الدولية للصليب الأحمر رسميًا أن الثورة السورية قد أصبحت حربًا أهلية.
- في 18 تموز/يوليو؛ تسببت عدّة تفجيرات في دمشق في مقتل العديد من أعضاء الدائرة الداخلية للرئيس بشار بما في ذلك نائب وزير الداخليّة المُقرب منه آصف شوكت.
- في 19 تموز/يوليو؛ توفيّ نائب الرئيس السابق لمصر عمر سليمان جرّاءَ نوبة قلبية في مستشفى كليفلاند بولاية أوهايو في الولايات المتحدة
- ابتداء من يوم 27 يوليو/تموز اندلعت اشتباكات بينَ القوات الحكومية من جهة وبينَ الثوار من جهة ثانية في معركة دامية للسيطرة على مدينة حلب. أفادت تقارير الأمم المتحدة بأن أكثر من 200.000 لاجئ سوري قد فروا من البلد منذ بدأ الاقتتال.

### أيلول/سبتمبر
- في أواخر أيلول/سبتمبر؛ نقلَ الجيش السوري الحر مقر قيادته من جنوب تركيا إلى المناطق التي يسيطر عليها الثوار في شمال سوريا.[2]

- في 11 سبتمبر 2012 هاجم مسلحون إسلاميون البعثة الدبلوماسية الأمريكية في بنغازي مما تسبب في مقتل السفير الأمريكي كريستوفر ستيفنز وشون سميث موظف الخارجية الأمريكية في ليبيا.

### تشرين الأول/أكتوبر
- في 9 تشرين الأول/أكتوبر؛ تمكّن الجيش السوري الحر من السيطرة على معرة النعمان وهي بلدة إستراتيجية في محافظة إدلب تقعُ على الطريق السريع الذي يربط دمشق بحلب.[3] وفي 18 تشرين الأول/أكتوبر تمكّن الجيش الحر من السيطرة على ضاحية دوما أكبر ضواحي دمشق.[4]

- في 19 تشرين الأول/أكتوبر توفي وسام الحسن العميد في قوى الأمن الداخلي جنبًا إلى جنب مع آخرين في تفجير في العاصِمة بيروت.

### تشرين الثاني/نوفمبر
- في 22 تشرين الثاني/نوفمبر 2012[5] بدأت الاحتجاجات المصرية التي حضرها الآلاف من المحتجين الذينَ تظاهرون ضد الرئيس المصري المُنتخب محمد مرسي وهناك تكهنات بأن الولايات المتحدة –بمساعدات مالية من الإمارات والسعودية– قد تدخلت وساعدت علَى الانقلاب العسكري ضدّ مرسي الذي كان يهدفُ لجعل مصر دولة مستقلة مسلمة وهذا ما يُشكل خطرًا على أمن إسرائيل الحليف الأول لأمريكا في منطقة الشرق الأوسط.

## 2013

### كانون الثاني/يناير
في 25 كانون الثاني/يناير؛ اندلعت احتجاجات جديدة ضدَ محمد مرسي في جميع أنحاء مصر وذلكَ في الذكرى الثانية ثورة 25 يناير بما في ذلك الاحتجاجات في ميدان التحرير حيث تجمّع هناك الآلاف من المتظاهرين. قُتل خلال هذه التظاهرة 6 مدنيين على الأقل وضابط شرطة أُصيب الرصاص الحيّ في السويس بينما جُرحَ 456 آخرين.

### شباط/فبراير
- في أوائل شباط/فبراير؛ شنّ الثوار السوريون هجومًا على دمشق. وفي 12 شباط/فبراير من نفس العام ذكرت الأمم المتحدة إن عدد القتلى في الحرب الأهلية السورية قد تجاوز الـ 70,000.[9]

### آذار/مارس
- في 6 آذار/مارس؛ تمكّن الثوار السوريون منَ القبض على الرقة أول مدينة كبرى تقبعٌ تحت سيطرة الثوار في الحرب الأهلية السورية.[10] في الوقت نفسه؛ حصلَ الائتلاف الوطني السوري على عضوية في الجامعة العربية.[11][12]

### نيسان/أبريل
- في 24 نيسان/أبريل؛ دُمرت مئذنة الجامع الكبير في حلب والتي بنيت عام 1090[13] وذلك خلال تبادل للنيران بالأسلحة الثقيلة بين النظام والثوار.[14][15][16]

### حزيران/يونيو
- في الخامس من يونيو؛ استعادت قوات الحكومة السورية السيطرة على بلدة القصير.[17]

- خُلع الرئيس المُنتخب ديمقراطيًا لأول مرة في تاريخ مصر محمد مرسي وذلك خلالَ انقلاب عسكري قادهُ عبد الفتاح السيسي ثم تلى ذلك اشتباكات بين قوات الأمن والمحتجين.

### آب/أغسطس
- حصلَ الهجوم الكيمائي على الغوطة في 21 آب/أغسطس 2013 نفذهُ النظام للانتقام منَ المعارضة السورية التي كبدتهُ خسائر فادحة في صفوفه. تسبب الهجوم في مقتل 281 مدنيًا على الأقل حسب مصادر مؤكدة[18] في حينُ تشير تقديرات أخرى إلى أنّ العدد أكثر من ذلك بكثير.[19]

## 2014

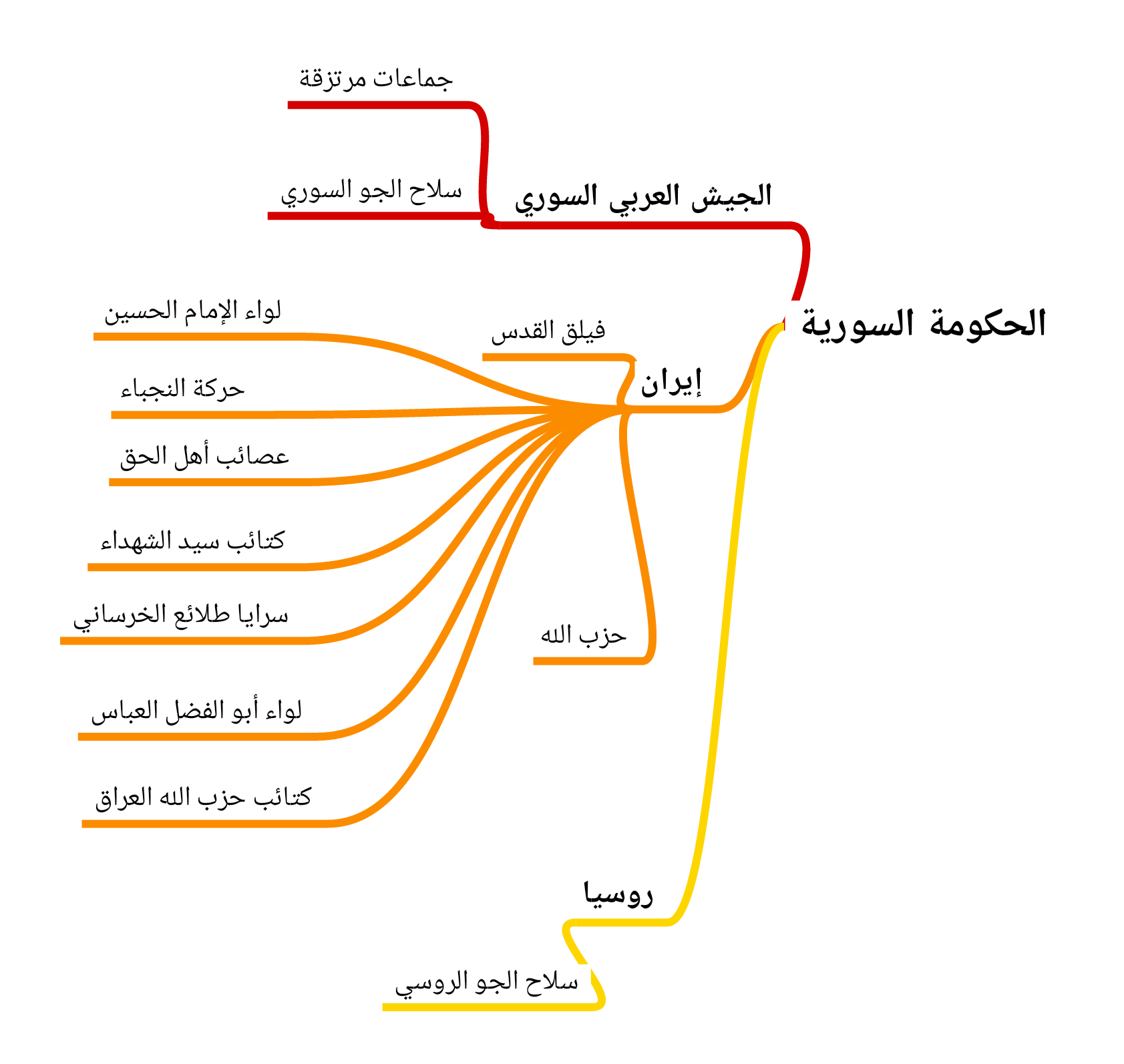
الدول والميليشيات الشيعية الإيرانية الداعمة للنظام السوري في حربهِ ضدّ المعارضة

- اندلعَ صراعٌ بين المعارضة السورية وتنظيم الدولة الإسلامية في العراق والشام
- قدّمت الحكومة المصرية استقالتها مما مهد الطريق أمام قائد الجيش الجِنرال السيسي للترشح للرئاسة.
- انسحاب الثوار السوريون من حمص وفقدانهم للكثير من المناطق بعد تدخل إيران وحزب الله وباقي الميليشيات الشيعية الطائفية لدعمِ النظام السوري في وجهِ المعارضة المُعتدلة.[20]

## حسب البلد أو المنطقة
- التسلسل الزمني لثورة 25 يناير
- التسلسل الزمني للاحتجاجات البحرينية (2011 إلى الوقت الحاضر)
- التسلسل الزمني للحرب الأهلية السورية
- التسلسل الزمني لثورة الشباب اليمنية
- التسلسل الزمني للاحتجاجات المغربية
- التسلسل الزمني للاحتجاجات الجزائرية